# Myiotheretes fuscorufus
A Myiotheretes fuscorufus a madarak (Aves) osztályának verébalakúak (Passeriformes) rendjébe és a királygébicsfélék (Tyrannidae) családjába tartozó faj.

## Rendszerezése
A fajt Philip Lutley Sclater és Osbert Salvin írták le 1876-ban, az Ochthodiaeta nembe Ochthodiaeta fuscorufus néven.

## Előfordulása
Az Andok-hegységben, Bolívia és Peru területén honos. Természetes élőhelyei a szubtrópusi és trópusi hegyi esőerdők, valamint erősen leromlott egykori erdők. Állandó, nem vonuló faj.

## Megjelenése
Testhossza 18-19 centiméter.

## Életmódja
Rovarokkal táplálkozik.

## Természetvédelmi helyzete
Az elterjedési területe elég nagy, egyedszáma pedig stabil. A Természetvédelmi Világszövetség Vörös listáján nem fenyegetett fajként szerepel.